# San Francisco del Valle (ort)
San Francisco del Valle är en ort i Honduras.   Den ligger i departementet Departamento de Ocotepeque, i den västra delen av landet, 190 km väster om huvudstaden Tegucigalpa. San Francisco del Valle ligger 899 meter över havet och antalet invånare är 1 878.
Terrängen runt San Francisco del Valle är kuperad söderut, men norrut är den platt. San Francisco del Valle ligger nere i en dal. Runt San Francisco del Valle är det ganska tätbefolkat, med 80 invånare per kvadratkilometer. Närmaste större samhälle är San Marcos, 3,7 km söder om San Francisco del Valle. Omgivningarna runt San Francisco del Valle är en mosaik av jordbruksmark och naturlig växtlighet.